# Quốc hội Việt Nam khóa XII
Quốc hội Việt Nam khóa XII (nhiệm kỳ 2007-2011) có 493 đại biểu, được bầu vào ngày 20 tháng 5 năm 2007. Kỳ họp đầu tiên được tổ chức vào 19 tháng 7 đến 5 tháng 8 năm 2007.

## Bầu cử
Cuộc bầu cử Quốc hội Việt Nam khóa XII được tổ chức vào ngày 20 tháng 5 năm 2007. Trong 876 ứng cử viên, có 33,1% là phụ nữ, 17,1% là ứng cử viên không phải đảng viên Đảng Cộng sản.
Kết quả bầu được 493 đại biểu. Trong số đại biểu trúng cử có 345 người tham gia Quốc hội lần đầu, 164 người có trình độ trên đại học, 309 đại biểu trình độ đại học. Số người ngoài Đảng trúng cử là 43. Trong danh sách trúng cử chỉ có một người tự ứng cử là bác sĩ Nguyễn Minh Hồng.
- Tổng số Đơn vị bầu cử: 	182
- Tổng số khu vực bỏ phiếu: 	83.219
- Tổng số đại biểu Quốc hội được bầu: 	500
- Tổng số người ứng cử: 	875
- Tổng số cử tri: 	56.457.532
- Tổng số cử tri tham gia bỏ phiếu: 	56.252.543
- Tỷ lệ cử tri đã tham gia bỏ phiếu so với tổng số cử tri: 	99,64%
- Số phiếu hợp lệ và tỷ lệ % so với tổng số phiếu bầu: 	55.802.444 (99,20%)
- Số phiếu không hợp lệ và tỷ lệ % so với tổng số phiếu bầu:	450.099 (0,80%)
Kì họp đầu tiên Quốc hội đã bầu Chủ tịch Quốc hội là ông Nguyễn Phú Trọng.

## Các kỳ họp nổi bật

### Kỳ họp thứ nhất
Kỳ họp đầu tiên của Quốc hội khóa XII diễn ra từ ngày 19 tháng 7 đến ngày 4 tháng 8 năm 2007, Quốc hội đã bầu:
- Chủ tịch nước: Nguyễn Minh Triết
- Phó Chủ tịch nước: Nguyễn Thị Doan
- Ủy ban Thường vụ Quốc hội gồm 18 thành viên
- Chủ tịch Quốc hội: Nguyễn Phú Trọng, được Quốc hội bầu ngày 23/7/2007
- Thủ tướng Chính phủ: Nguyễn Tấn Dũng
- Chánh án Toà án nhân dân tối cao: Trương Hòa Bình
- Viện trưởng Viện Kiểm sát nhân dân tối cao: Trần Quốc Vượng
- Hội đồng Dân tộc và các Ủy ban của Quốc hội: Ủy ban Pháp luật; Ủy ban Tư pháp; Ủy ban Kinh tế; Ủy ban Tài chính, Ngân sách; Ủy ban Quốc phòng và An ninh; Ủy ban Văn hoá, Giáo dục Thanh niên, Thiếu niên và Nhi đồng; Ủy ban Các vấn đề xã hội; Ủy ban Khoa học, Công nghệ và Môi trường; Ủy ban Ðối ngoại.
- Ðoàn Thư ký kỳ họp Quốc hội gồm 13 người; Trưởng đoàn thư ký: Trần Đình Đàn
- Các cơ quan thuộc Ủy ban Thường vụ Quốc hội: Ban Công tác đại biểu; Ban Dân nguyện; Viện Nghiên cứu lập pháp.
- Quốc hội đã thông qua Nghị quyết về việc rút ngắn một năm nhiệm kỳ Quốc hội khóa XII (2007-2011)

### Kỳ họp thứ 3
Kỳ họp Quốc hội thứ 3 diễn ra từ 6 tháng 5 đến 3 tháng 6 năm 2008, Quốc hội đã thông qua Nghị quyết về điều chỉnh địa giới hành chính thành phố Hà Nội và một số tỉnh liên quan, theo đó, từ sau 1/8/2008, cả nước có 63 đơn vị hành chính bao gồm 5 thành phố trực thuộc Trung ương và 58 tỉnh.

### Kỳ họp thứ 6
Kỳ họp Quốc hội thứ 6 diễn ra từ 24/10 đến 27/11/2009: Quốc hội đã thông qua Nghị quyết về chủ trương đầu tư Dự án thủy điện Lai Châu. Nghị quyết về chủ trương đầu tư Dự án điện hạt nhân Ninh Thuận.